# Abdelrahman Hesham
Abdelrahman Hesham (2 dicembre 1992) è uno scacchista egiziano.
Ha ottenuto il titolo di Maestro Internazionale nel 2009 e di Grande Maestro nel 2016.
Nel 2016 ha vinto a Kampala il campionato africano individuale con 7 /9.
Ha rapprentato l'Egitto in due olimpiadi degli scacchi:
- Baku 2016, realizzando 5,5 /9 in 5ª scacchiera;[2]
- Batumi 2018, realizzando 4,5 /9 in 4a sacchiera.[3]

Nella Coppa del Mondo del 2021 a Soči ha superato il primo turno battendo per 2,5–1,5 il suo connazionale Ahmed Adly, nel secondo turno è stato eliminato 0–2 dal GM rumeno Constantin Lupulescu.
Ha ottenuto il suo più alto rating FIDE in marzo del 2019, con 2450 punti Elo.